# 荒木駿太
荒木 駿太（あらき しゅんた、1999年10月24日 - ）は、福岡県糟屋郡篠栗町出身のプロサッカー選手。Jリーグ・ベガルタ仙台所属。ポジションはミッドフィールダー、フォワード（FW）。

## 略歴

### プロ入り前
長崎総合科学大学附属高等学校では2年次と3年次に全国高等学校サッカー選手権大会に出場。3年次の第96回全国高等学校サッカー選手権大会ではチームメイトの安藤瑞季とともに大会優秀選手に選ばれている。高校卒業後は駒澤大学に進学。2021年5月23日、2022年シーズンからのサガン鳥栖加入内定が発表された。

### サガン鳥栖
2022年、サガン鳥栖に正式加入。3月2日、ルヴァンカップの京都サンガF.C.戦の後半19分にプロデビューを飾ると、22分後に早速プロ初ゴールも決めた。

### FC町田ゼルビア
2023年より、FC町田ゼルビアに期限付き移籍。町田のJ2初優勝・J1初昇格に貢献し、翌年より完全移籍へ移行。
2024年5月3日、第11節の柏レイソル戦でJ1初ゴールを決めた。味方のシュートのディフレクションに素早く頭で合わせたゴールに解説の林陵平からは「今日のゲーム献身的に動いていたご褒美ですね」と、持ち味の豊富な運動量と共に称賛された。

### ベガルタ仙台
2025年、ベガルタ仙台に完全移籍。5月3日、キューアンドエースタジアムみやぎ開催のJ2リーグ第13節レノファ山口FC戦で移籍後初ゴールをマーク。

## 人物・エピソード
- 駒澤大学の同期に江崎巧朗、土信田悠生、宮崎鴻がいる[9]。
- 仙台で決めた移籍後初ゴールは同クラブの記念すべきJ2通算ホーム400ゴール目[10][11]。

## 所属クラブ
- 勢門ウイングス
- ルーヴェン福岡
- 長崎総合科学大学附属高等学校
- 駒澤大学
- 2022年 - 2024年  サガン鳥栖
  - 2023年    FC町田ゼルビア（期限付き移籍）
- 2024年  FC町田ゼルビア
- 2025年 -  ベガルタ仙台

## 個人成績
| 国内大会個人成績 | 国内大会個人成績 | 国内大会個人成績 | 国内大会個人成績 | 国内大会個人成績 | 国内大会個人成績 | 国内大会個人成績 | 国内大会個人成績 | 国内大会個人成績 | 国内大会個人成績 | 国内大会個人成績 | 国内大会個人成績 |
| 年度             | クラブ           | 背番号           | リーグ           | リーグ戦         | リーグ戦         | リーグ杯         | リーグ杯         | オープン杯       | オープン杯       | 期間通算         | 期間通算         |
| 年度             | クラブ           | 背番号           | リーグ           | 出場             | 得点             | 出場             | 得点             | 出場             | 得点             | 出場             | 得点             |
| 日本             | 日本             | 日本             | 日本             | リーグ戦         | リーグ戦         | リーグ杯         | リーグ杯         | 天皇杯           | 天皇杯           | 期間通算         | 期間通算         |
| ---------------- | ---------------- | ---------------- | ---------------- | ---------------- | ---------------- | ---------------- | ---------------- | ---------------- | ---------------- | ---------------- | ---------------- |
| 2018             | 駒澤大           | 30               | 他               | -                | -                | -                | -                | 1                | 0                | 1                | 0                |
| 2021             | 駒澤大           | 7                | 他               | -                | -                | -                | -                | 1                | 0                | 1                | 0                |
| 2022             | 鳥栖             | 16               | J1               | 12               | 0                | 4                | 1                | 2                | 0                | 18               | 1                |
| 2023             | 町田             | 7                | J2               | 42               | 6                | -                | -                | 3                | 0                | 45               | 6                |
| 2024             | 町田             | 47               | J1               | 23               | 1                | 4                | 0                | 1                | 0                | 28               | 1                |
| 2025             | 仙台             | 47               | J2               |                  |                  |                  |                  |                  |                  |                  |                  |
| 通算             | 日本             | 日本             | J1               | 35               | 1                | 8                | 1                | 3                | 0                | 46               | 2                |
| 通算             | 日本             | 日本             | J2               | 42               | 6                | -                | -                | 3                | 0                | 45               | 6                |
| 通算             | 日本             | 日本             | 他               | -                | -                | -                | -                | 2                | 0                | 2                | 0                |
| 総通算           | 総通算           | 総通算           | 総通算           | 77               | 7                | 8                | 1                | 8                | 0                | 93               | 8                |

出場歴
- 公式戦初出場・初得点 - 2022年3月2日 ルヴァンカップグループリーグ第2節 vs京都サンガF.C.（サンガスタジアム by KYOCERA）
- Jリーグ初出場 - 2022年3月6日 J1第3節 vs名古屋グランパス（豊田スタジアム）
- Jリーグ初得点 - 2023年3月5日 J2第3節 vsツエーゲン金沢（石川県西部緑地公園陸上競技場）

## タイトル

### クラブ
駒澤大学
- 全日本大学サッカー選手権大会：2021

FC町田ゼルビア
- J2リーグ：1回（2023年）

### 個人
- 高円宮杯 JFA U-18サッカープリンスリーグ九州・得点王：2017
- 全国高等学校総合体育大会サッカー競技大会・優秀選手：2017[12]
- 全国高等学校サッカー選手権大会・優秀選手：2017
- 関東大学サッカーリーグ戦1部・アシスト王：2020[13]
- 関東大学サッカーリーグ戦1部・ベストイレブン：2021[14]